# Орлов, Борис Анатольевич
Бори́с Анато́льевич Орло́в (укр. Борис Анатолійович Орлов; род. 23 августа 1982) — украинский театральный художник-постановщик, сценограф

, актёр.

## Биография
- С 2003 года — актёр киевского театра юного зрителя на Липках
- С 2010 года — актёр нового драматического театра на Печерске
- С 2013 года — сценограф, художник-постановщик, актёр киевского академического Молодого театра

## Образование
В 2003 году окончил Киевский национальный университет театра, кино и телевидения им. И. Карпенко-Карого, курс Высоцкого Юрия Филипповича

## Награды
- Лауреат «Киевской пекторали» в номинации — лучший дебют 2010 года — Никита Фирсов в спектакле «Счастье», режиссёр Андрей Билоус
- Лауреат «Киевской пекторали» в номинации — «За лучшую сценографию» 2012 года спектакля «Корабль не придет» (Новый драматический театр на Печерске)

## Художник-постановщик спектаклей

### Киевский академический Молодой театр
- «Сволочи», по пьесе Ингмара Вилквиста «Ночь Гельвера», режиссёр Андрей Билоус, 2008 год
- «Счастье», по повести Андрея Платонова «Река Потудань», режиссёр Андрей Билоус, 2010 год (совместно с «Новым драматическим театром на Печерске»)
- «Загадочные вариации», автор — Э. Э. Шмитт, режиссёр Андрей Билоус, 2013
- «Ангельская комедия», режиссёр Лев Сомов, 2013
- «Принцесса Лебедь», либретто и режиссёр Илья Пелюк, 2013
- «Коварство и любовь», Фридрих Шиллер, режиссёр Андрей Билоус, 2014
- «Разврат змеи», по мотивам рассказов Акинари Уэда, режиссёр Ирина Пастущак, 2014
- «Жара», по повестям И. Бунина «Натали» и «Митина любовь», режиссёр Андрей Билоус, 2014
- «Потоп», Геннинг Бергер, режиссёр Валентина Еременко, 2015
- «Очарованный», по пьесе Ивана Карпенко-Карого «Безталанная», режиссёр Андрей Билоус, 2015
- «Игрушка для взрослых», по пьесе Ярославы Пулинович «Он пропал без вести», режиссёр Владимир Цивинский, 2015
- «Однорукий», по пьесе Мартина МакДона «Однорукий из Спокана», режиссёр Андрей Билоус, 2015
- «Красавица и Чудовище», Шарль Перро, режиссёр Ирина Пастущак, 2015

«Горе з розуму», автор Александр Грибоедов, режиссер Андрей Белоус
«Homo Ferus» автор Иван Карпенко-Карий. Режиссер Андрей Белоус

### Театр юного зрителя на Липках
- «Влюбленная затейница», Лопе де Вега, режиссёр Андрей Билоус, 2005 год

### Киевский академический театр драмы и комедии на Левом берегу Днепра
- «Опасные связи», Шодерло де Лакло, режиссёр Андрей Билоус, 2007
- «Ричард ІІІ», В. Шекспир, режиссёр Андрей Билоус, 2008 год
- «Дни пролетают со свистом», Н.Коляда, режиссёр К.Колесникова, 2008 год

### Николаевский академический украинский театр драмы и музыкальной комедии
- «Чаривница» по пьесе «Безталанна» И. Карпенко-Карого режиссёр Андрей Билоус, в 2006
- «Украденное счастье» по пьесе И. Франко. режиссёр Андрей Билоус, 2008 год

### Ателье 16
- «Риверсайд драйв» по пьесе Вуди Аллена, режиссёр Андрей Билоус, 2004
- «Ключа нет…» К. Фрешетт, режиссёр Светлана Шекера, 2005 год
- «Навь» по пьесе «Когда возвращается дождь» Н. Нежданной режиссёр Андрей Билоус, 2006

### Новый драматический театр на Печерске
- «Корабль не придет», Н. Штокманн, режиссёр А.Крижановський, 2012 год

## Фильмография
- Сын Захарова — в фильме «Ловушка», режиссёр С. Коротаев, 2013
- Иванов Лейтенант — в фильме «Мотыльки», режиссёр В. Воробьев, 2013
- Боря художник — в фильме «Манекенщица», режиссёр А. Николаева, 2014

## Роли в театре
- Джимми — спектакль «Поллианна», Киевский театр юного зрителя на Липках
- Команда Монтекки — спектакль «Ромео и Джульетта», Киевский театр юного зрителя на Липках
- Никита Фирсов -спектакль «Счастье», режиссёр Андрей Билоус, Киевский академический Молодой театр совместно с Новым драматическим театром на Печерске
- Чарли — спектакль «Потоп», режиссёр Валентина Еременко, Киевский академический Молодой театр
- Глеб — спектакль «Игрушка для взрослых», режиссёр Владимир Цивинский, Киевский академический Молодой театр
- Чацкий — спектакль «Горе з розуму», режиссер Андрей Белоус,Киевский академический Молодой театр